# خداحافظ (فیلم ۱۹۷۴)
خداحافظ (به هندی: Bidaai) و (به انگلیسی: Farewell) فیلمی هندی محصول سال ۱۹۷۴ و به کارگردانی ال. وی پراساد است. در این فیلم بازیگرانی همچون جیتندرا، لینا چانداوارکار، دورگا کوته، ساتین کاپو، ای. کی. هانگال و آسرانی ایفای نقش کرده‌اند.